# جيمس هيندز
جيمس هيندز (بالإنجليزية: James M. Hinds)‏ (5 ديسمبر 1833 - 22 أكتوبر 1868). سياسي وسيناتور أمريكي في مجلس الشيوخ عن منطقة أركنساس من 24 يونيو 1868 حتى اغتياله بعد أربعة أشهر. اغتاله كلانزمان بسبب دفاعه عن الحقوق المدنية للعبيد السابقين.
ولد هيندز وترعرع في بلدة صغيرة في ولاية نيويورك، انتقل مع أسرته نحو الغرب في سن التاسعة عشرة. درس وتخرج في عام 1856 من كلية الحقوق في سينسيناتي بولاية أوهايو. استقر لاحقًا في مينيسوتا، حيث افتتح مكتب محاماة خاص، وانتخب محاميًا عن المقاطعة. انتقل هيندز بعد فترة إلى مدينة ليتل روك في أركنساس في عام 1865 بحثًا عن بداية جديدة، وفي عام 1867 انتخب عن الحزب الجمهوري لتمثيل مقاطعة بولاسكي في المؤتمر الدستوري المكلف بإعادة كتابة الدستور للسماح بإعادة انضمام أركنساس إلى الاتحاد بعد انفصالها خلال الحرب الأهلية الأمريكية. دعا هيندز في ذلك المؤتمر إلى وضع أحكام دستورية جديدة تمنح حق التصويت للعبيد المحررين، ودافع عن التعليم العام لكل من الأطفال السود والبيض، وحقق نجاحًا كبيرًا في ذلك.
تعرَّض هيدز للتهديد والاستهداف خلال دعمه لحملة المرشح الجمهوري أوليسيس غرانت في الانتخابات الرئاسية لعام 1868، وفي أكتوبر 1868 أثناء سفره للقاء سياسي مع جوزيف بروكس في مقاطعة مونرو أطلق عليه كلانزمان النار وقتله.

## النشأة
ولد جيمس هيندز في شرق هيبرون في نيويورك، وكان أصغر إخوته الستة. أصبح شقيقه هنري محاميًا. التحق جيمس بالمدرسة الثانوية في أكاديمية واشنطن في نيويورك، ودرس الجامعة في مدرسة ألباني في جامعة نيويورك. تابع هيندز دراسة القانون في مدرسة سانت لويس في ميزوري، ليتخرج في النهاية من كلية الحقوق في سينسيناتي بعد أربع سنوات من تخرج شقيقه هنري من نفس الجامعة.

## مسيرته المهنية

### مينيسوتا
انتقل هيدز في عام 1856 وهو في سن الثالثة والعشرين إلى ولاية مينيسوتا واستقر في سانت بيتر مركز مقاطعة نيكوليت على بعد 64 كم من مقر عمل شقيقه هنري في شاكوبي مينيسوتا. كان هناك نقاش واسع في ذلك الوقت حول نقل عاصمة ولاية مينيسوتا من سانت بول إلى سانت بيتر. بدأ هيندز مزاولة المحاماة في مكتب خاص، وبعد فترة قصيرة انتُخب محاميًا للمقاطعة، وبدأ بتأسيس عائلة رغم الاضطرابات التي كانت تعيشها المنطقة، والتي بلغت ذروتها في حرب داكوتا عام 1862، كل ذلك دفع هيندز للانتقال مع زوجته وابنتيه الصغيرتين إلى ليتل روك في أركنساس بحثًا عن بداية جديدة.

### أركنساس
بعد أن وصل هيندز إلى أركنساس التي كانت إحدى الولايات الإحدى عشرة في الكونفدرالية السابقة، وجد أوضاع الولاية متدهورة بشدة بسبب تداعيات الحرب الأهلية. كان القتال بين قوات الكونفدرالية وقوات الاتحاد قد أدى لانخفاض عدد السكان وخسارة ملايين الدولارات من الممتلكات بسبب التخريب والحرق والسرقة. كانت المزارع مصدر معظم عائدات ضرائب الدولة، ولكنها افتقرت إلى العبيد الذين كانوا يعملون فيها سابقًا، وهذا دفع كبار المالكين للتحول إلى الصناعة والتحول إلى نظام عمل جديد.
لم يفهم هيندز، مثله مثل بقية الشماليين، تفوق وسيطرة البيض في الولايات الجنوبية، واعتقد أنه في أعقاب إعلان تحرير العبيد في عام 1863 والحرب الأهلية الأمريكية، يجب أن يتمتع العبيد المحررون في الجنوب بنفس الحريات التي يتمتعون بها في الشمال، ورفض المقاومة المستمرة من سياسيي الحزب الديمقراطي البيض لهذا الأمر، وعرضته أفكاره للاضطهاد والتحقير من قبل بعض المتعصبين البيض في الجنوب.
افتتح هيندز مكتب محاماة في منتصف عام 1865 في ليتل روك بالاشتراك مع إليشا باكستر أحد أكبر الوحدويين في الولاية. اختير باكستر الذي قاتل مع جيش الاتحاد خلال الحرب الأهلية للعمل في المحكمة العليا في أركنساس من قبل الحكومة التي أنشئت حديثًا، وأصبح لاحقًا حاكم أركنساس. انتخب هيندز في أكتوبر 1867 كمندوب في مؤتمر دستور أركنساس لعام 1868. نص الدستور الجديد الذي صدر في فبراير وصدق عليه في مارس على حقوق التصويت للذكور السود الذين تجاوزوا سن الحادية والعشرين، وعلى إنشاء مدارس عامة للأطفال السود والبيض على حد سواء. انتخب هيندز لعضوية الكونغرس في وقت مبكر من ذلك العام، وانتقل إلى العاصمة واشنطن في أبريل من العام 1868، حيث عمل على أن تكون أركنساس أول ولاية جنوبية تنضم إلى الاتحاد بموجب القوانين الجديدة لعام 1867. واختير في مايو 1868 كمندوب في المؤتمر الوطني الجمهوري الذي عقد في شيكاغو، ونشط بعد عودته إلى أركنساس في أغسطس ضمن حملة المرشح الجمهوري غرانت للرئاسة، وناضل دفاعًا عن الحقوق المدنية للعبيد السابقين.

## اغتياله
كان جيمس هيندز أول عضو كونجرس أمريكي يغتال وهو في منصبه. قُتل عشية الانتخابات الرئاسية في عام 1868، والتي كانت في جوهرها منافسة سياسية على الحقوق المدنية وحق الاقتراع للعبيد المحررين، إذ دعم الجمهوريون بقيادة الجنرال السابق في جيش الاتحاد أوليسيس غرانت هذه الحقوق، بينما عارضها الحزب الديمقراطي. كان هيندز في 22 أكتوبر 1868 في طريقه إلى تجمُّع للحملة الانتخابية لغرانت بالقرب من قرية انديان باي في مقاطعة مونرو، فتعرض لإطلاق نار مع زميله السياسي الجمهوري جوزيف بروكس. تمكن بروكس من الفرار على حصانه والعودة مع المساعدة لإنقاذ هيدز الذي أصيب في ظهره. وصلت المساعدة قبل موت هيندز، فكتب رسالة إلى زوجته وحدد قاتليه، ومات بعد ساعتين من الهجوم. حدد قاضي التحقيق القاتلين وهما جورج كلارك سكرتير الحزب الديمقراطي في مقاطعة مونرو، ورجل من البلدة يدعى كلانزمان. دفن هيندز في مقبرة في مسقط رأسه في نيويورك، وتحتوي مقبرة الكونغرس في العاصمة واشنطن على نصب تذكاري تكريمًا له.